# Soul Eater
(Maka nel prologo dell'anime di Soul Eater, all'inizio di ogni episodio)
Soul Eater (ソウルイーター?, Sōru Ītā) è un manga scritto e disegnato da Atsushi Ōkubo, serializzato sulla rivista Monthly Shōnen Gangan di Square Enix dal 12 maggio 2004 al 12 agosto 2013. La pubblicazione regolare fu anticipata dall'uscita di tre capitoli one-shot nel 2003: il primo one-shot fu pubblicato il 24 giugno 2003 su un'edizione speciale di Gangan Powered, mentre il secondo one-shot seguì nell'autunno del 2003 sull'edizione speciale della stessa rivista, e il 26 novembre 2003 il terzo one-shot fu pubblicato su Gangan Wing. I 113 capitoli della serie sono stati raccolti in 25 volumi tankōbon sotto etichetta Gangan Comics insieme ai capitoli autoconclusivi iniziali.
La serie è stata trasposta in un anime di 51 episodi, di cui il primo è andato in onda il 7 aprile 2008, realizzato dallo studio Bones. L'anime veniva trasmesso da TV Tokyo in due versioni: una il lunedì alle 18.00 e una replica di notte detta Soul Eater Late Show con nuove parti aggiunte all'inizio e alla fine della pausa pubblicitaria a metà dell'anime e le anticipazioni dell'episodio successivo diverse da quelle della versione delle 18. Dal 30 settembre 2010 al 31 marzo 2011 la serie è stata replicata con nuove sigle con il titolo di Soul Eater Repeat Show (ソウルイーター リピートショー?, Souru Ītā Ripīto Shō).
Dal manga sono stati tratti anche un drama CD e tre videogiochi.
In Italia, il manga viene pubblicato da Panini Comics a partire dal 14 maggio 2009 e, per l'occasione, sono state realizzate due copertine differenti del primo volume: la copertina normale e una Variant Limited Edition; mentre l'anime è stato trasmesso su Rai 4 dal 2 settembre 2010 all'8 settembre 2011, ed è pubblicato in DVD dalla Dynit in Box da collezione a partire da maggio 2011.
Nel gennaio 2011 è partita la serializzazione, sempre sul Monthly Shōnen Gangan, di uno spin-off intitolato Soul Eater Not! (ソウルイーターノット！?, Souru Ītā Notto!), creato dal medesimo autore. Il manga Soul Eater ha 20,4 milioni di copie in circolazione a febbraio 2022.

## Trama
In un mondo in cui il male dilaga portando alla follia gli uomini, esiste una scuola nella città immaginaria di Death City situata nella Death Valley, in Nevada, che addestra giovani all'uso delle armi per la lotta contro Kishin. I ragazzi sono i "Maestri d'armi" (職人?, Shokunin), o "artigiani", il cui obiettivo è racimolare 99 anime malvagie ormai divenute uova di kishin e un'anima di strega, da far mangiare al proprio partner, ovvero colui che possiede il potere di trasformarsi in "Arma" (武?, Buki) per farla divenire Falce della Morte.
Infatti il fondatore della Shibusen (死武専?), ovvero della Shinigami Buki Shokunin Senmon Gakkō (死神武器職人専門学校? "Scuola di specializzazione per armi e maestri di Shinigami"), denominata nella versione italiana del manga DWMA, cioè Death's Weapon Meister Academy, non è altro che il dio della morte, che assolve anche alla funzione di preside.
Lo scopo finale della scuola è di mantenere la pace attraverso l'eliminazione fisica di coloro che si immergono volutamente nell'oscurità o che commettono crimini efferati verso gli uomini, ed impedire che sorga un nuovo kishin (鬼神?). Il kishin è un essere che si è nutrito di anime umane innocenti e ha raggiunto uno stadio demoniaco; in passato un maestro d'armi chiamato Ashura si è trasformato in kishin facendo quasi sprofondare il mondo nel caos. Shinigami lo sconfisse in battaglia, scuoiandolo e intrappolandolo in una sacca fatta con la sua pelle, ove giace sopito, imprigionandolo poi in un'area sotterranea della cittadina dove si trova la DWMA. Le anime malvagie che le armi devono mangiare sono considerate "uova di Kishin".
I maestri seguono lezioni nei più svariati campi da maestri più anziani ed esperti e seguono missioni volute dal preside che sono chiamate lezioni di recupero, la maggior parte delle quali è raccogliere anime prave. Solitamente i maestri agiscono da soli, con le proprie armi, ma può capitare che si mettano in collaborazione con altri loro compagni per portare a termine le missioni.

### Differenza tra manga e anime
Il manga e l'anime presentano molte differenze sostanziali. Prima fra tutte quella relativa alle anime, l'elemento più importante della serie. Nel manga per creare una Falce della Morte occorrono 99 anime umane e l'anima di una strega. Infatti nel manga le anime umane possono essere mangiate, ma solo se scritte nel registro di Shinigami e quindi se si tratta di anime di persone malvagie che potrebbero diventare Kishin. Nell'anime invece le anime umane non possono essere mangiate e quelle necessarie alla creazione della Death Scythe vengono sostituite con uova di Kishin, rendendo il Kishin un'entità molto più comune rispetto al manga, e alterando il senso della storia, come per esempio sull'esperimento di Medusa nei confronti di Crona. L'anime prende poi una strada del tutto diversa dalla trama del manga a partire dalla prima battaglia con Mosquito (a metà dell'episodio 35).

### Soul Eater Not!
Lo spin-off segue un'arma appena entrata nella scuola di nome Tsugumi Harudori e i maestri d'armi Meme e Nanya. Tutti e tre fanno parte del NOT (Normally Overcome Target, "bersaglio normalmente superato"), cioè della sezione della Shibusen per le armi e i maestri d'armi che vogliono semplicemente imparare a controllare i loro poteri per avere una vita normale, mentre i personaggi del manga regolare come Maka e Soul fanno parte dell'EAT (Especially Advanced Talent, "talento particolarmente avanzato"), sezione orientata alla battaglia, e talvolta compaiono anche nello spin-off. È ambientato prima della serie regolare, quindi Sid non era uno zombie e Medusa era ancora una dottoressa della Shibusen. L'antagonista è Shaula Gorgon, la terza delle sorelle Gorgoni.

## Personaggi
Maka Albarn (マカ＝アルバーン?, Maka=Arubān)
Maestra della Falce, meticolosa e seria, è la figlia dell'attuale Death scythe (Falce della Morte) di Shinigami, anche se non lo riconosce affatto come padre, poiché si sta separando dalla madre per via dei suoi ripetuti tradimenti. Questo è uno dei motivi per cui vuole far diventare Soul la futura Death Scythe, in modo da "declassare" il padre. Ha sempre considerato gli uomini dei "mostri" di cui non ci si può fidare, finché non ha conosciuto Soul, con cui forma una squadra molto affiatata, anche se certe volte non si trattiene a colpirlo con il suo "Maka-chop" quando compie qualcosa di stupido; malgrado tutto, dimostra in battaglia le sue preoccupazioni per Soul, infatti cerca di non danneggiarlo durante i combattimenti. Ha la capacità di vedere l'anima delle persone e la "compatibilità" delle anime dei maestri d'armi con le loro armi. Nonostante nel manga Maka è semplicemente una Meister, alla fine della serie animata si scopre che Maka è di per sé un'arma, di tipo falce, ma la sua natura di arma era celata dentro di sé, e nel combattimento contro il primo Kishin, questa sua natura assopita si risveglia nel bel mezzo del combattimento. Questa differenza è presente per via del sopracitato diverso sviluppo della trama tra manga e anime.
Soul Eater Evans (ソウル＝イーター・エヴァンス?, Souru=Ītā Evansu)
È l'arma, di tipo Falce, di Maka nonché il protagonista maschile. Ribelle e sprezzante, è un ragazzo che cerca sempre di essere "fico" e detesta ciò che gli fa ottenere il contrario. È estremamente determinato nel voler diventare la Death scythe (Falce della Morte) del Sommo Shinigami, tuttavia poiché ha mangiato l'anima di una gatta invece che di una strega nel primo episodio, è costretto a ricominciare da capo. Tende a litigare spesso con la sua partner anche per cose insignificanti tuttavia lui e Maka formano una coppia molto affiatata. Ha dimostrato più volte di essere disposto a morire pur di salvare la propria compagna. Verso la metà del manga riuscirà a diventare l'ultima Death Scythe mangiando l'anima della strega Arachne.
Black☆Star (ブラック☆スター?, Burakku☆Sutā)
È un maestro d'armi assassino. Black☆Star, l'unico superstite del clan della stella, è il personaggio con maggior sicurezza in se stesso e trasforma ogni missione in un piccolo show volto ad attirare l'attenzione su di sé. È uno spaccone, completamente convinto di essere il migliore in assoluto e di poter sorpassare anche un dio; non riesce a sopportare che qualcun altro attiri l'attenzione più di lui. Molti, osservandolo, notano che sia stata una fortuna che Black Star abbia trovato un'Arma che fosse in sintonia con il suo carattere. A dispetto di ciò che si potrebbe pensare di lui, Black Star si mette a studiare in vista di un esame, ma non vuole che nessuno lo sappia. Diventerà il secondo Meister più forte dopo Death the Kid.
Tsubaki Nakatsukasa (中務 椿?, Nakatsukasa Tsubaki)
È l'arma, di tipo Arma ninja mutaforma e successivamente Lama oscura, di Black☆Star. Il suo nome significa fiore di camelia. È in grado di trasformarsi in un tipo diverso di arma a seconda delle necessità del suo Maestro. Ha un carattere accomodante e cooperativo ed è l'unica a riuscire a seguire nelle sue imprese Black☆Star, che di per sé non conosce limiti nell'eccesso. Generalmente si trasforma in una coppia di falcetti legata da una catena (kusari-gama), ma altre volte si trasforma in uno Shuriken o in una bomba fumogena o in lama incantata o in un pugnale. Sembra molto abbattuta quando una missione per rimediare uova di Kishin fallisce, ma Black☆Star riesce sempre a tirarla su di morale con la sua sicurezza.
Death the Kid (デス・ザ・キッド?, Desu Za Kiddo)
Death the Kid è il figlio di Shinigami. È un allievo molto dotato e si rivela essere sempre elegante. Adora la simmetria, fino a livello di nevrosi: per lui tutto deve essere perfetto, ama le cose identiche ed ordinate. Il suo temperamento è ovviamente paranoico, nevrotico e ossessionato dalle cose perfette: se vede qualcosa di opposto al suo ideale di bellezza è solito distruggere tutto, preso dall'ira, oppure piombare in uno stato di abietta depressione. Le sue sfuriate terminano con una critica a se stesso, per poi essere consolato da Liz o Patty. La sua mania può presentarsi anche in piena missione: a quel punto Kid si convince di aver dimenticato di controllare se tutto fosse simmetrico prima di uscire di casa, e va a ricontrollare subito.
Oltre a ciò ha un animo nobile e generoso, nutre un forte rispetto e ammirazione per le sorelle Thompson (e loro nei confronti di lui), così come viene a dire Maka, assistendo al combattimento tra lui e Soul e Black Star, alleati momentaneamente.
È coraggioso e pronto a dare la vita per le persone a lui care, così come si vedrà quando viene rapito da Noah.
È sicuramente il maestro d'armi più potente e i suoi poteri da shinigami rimarranno sopiti durante quasi tutto il manga, per poi risvegliarsi alla fine durante l'ultimo combattimento contro il Kishin dopo l'unione di tutte e tre le linee Senzu sulla sua testa, provocando la scomparsa dello Shinigami attuale dovuto al fatto che, come spiega Excalibur, "non possono esistere due dei della morte (shinigami) contemporaneamente".
Nell'anime userà i poteri di shinigami per distruggere la nuova forma del Kishin, acquisita grazie all'ingestione dell'anima della strega Arachne. Nella versione dell'anime sono state cambiate molte cose rispetto al manga, infatti il Kishin nell'anime sconfiggerà lo Shinigami, assorbirà l'anima di Arachne e per ciò si trasformerà al contrario del manga, nel quale non accadrà nulla di ciò.
Inoltre è in grado di vedere ed esaminare le anime nel dettaglio, così come ogni maestro d'armi di alto livello.
Possiede uno skateboard (Belzebù) con cui si muove per brevi o lunghe distanze, volando a gran velocità, che fa apparire o sparire usando i suoi poteri, ovviamente perfettamente simmetrico.
Elizabeth "Liz" Thompson (リズ（エリザベス）・トンプソン?, Rizu (Erizabesu) Tonpuson) / Patricia "Patty" Thompson (パティー（パトリシア）・トンプソン?, Patī (Patorishia) Tonpuson)
Sono le armi di Death the Kid, sono due Pistole Gemelle Demoniache, ma la loro "simmetria" si ferma al loro aspetto quando sono armi da fuoco. Liz è alta, ha i capelli lunghi e biondo scuro, lo sguardo da dura e il seno più piccolo di quello di Patty. È piuttosto fifona, e per questo anche la più assennata. Di solito è lei che consola Kid quando si demoralizza.
Patty è bassa, ha i capelli corti e biondo chiaro, due grandi occhi azzurri molto luminosi e un seno più grande di quello della sorella. Si comporta spesso in modo stupido e infantile, e non sembra avere paura di nulla. Quando Death the Kid si demoralizza scoppia sempre a ridere.
Kid le ha "raccolte" dalle strade di Brooklyn, presso le quali le sorelle compivano atti di vandalismo, rapina, violenza; erano soprannominate "Demoni di Brooklyn". Incontrarono Kid per caso, probabilmente attratte dal suo portamento elegante, e, alla sua richiesta di diventare le sue armi personali (in quanto perfettamente simmetriche), accettarono. Inizialmente erano attratte dall'occasione di una vita di agi, denaro e privilegi di ogni genere, ma col tempo si affezionarono molto al ragazzo che ha dato una svolta alle loro vite.

## Doppiaggio

Logo della serie

Il doppiaggio italiano è stato effettuato da The Licensing Machine (divisione britannica di Panini Comics con distaccamento italiano) sotto la direzione di Marzia Dal Fabbro che ha curato anche i dialoghi italiani insieme a Paolo Turco e con la supervisione di Massimiliano Morelli. A differenza di altri anime trasmessi da Rai 4, la Dynit si occupa solo della distribuzione in DVD.
| Personaggio                 | Doppiatore giapponese (drama CD) | Doppiatore giapponese (anime)                     | Doppiatore italiano (anime) |
| --------------------------- | -------------------------------- | ------------------------------------------------- | --------------------------- |
| Maka Albarn                 | Junko Takeuchi                   | Chiaki Omigawa                                    | Veronica Puccio             |
| Soul Eater Evans            | Sōichirō Hoshi                   | Kōki Uchiyama                                     | Stefano Crescentini         |
| Black☆Star                  | Yumiko Kobayashi                 | Yumiko Kobayashi                                  | Monica Bertolotti           |
| Tsubaki Nakatsukasa         | Mamiko Noto                      | Kaori Nazuka                                      | Chiara Gioncardi            |
| Death the Kid               | Takako Honda                     | Mamoru Miyano                                     | Emiliano Coltorti           |
| Elizabeth "Liz" Thompson    | Yūko Kaida                       | Akeno Watanabe                                    | Marzia Dal Fabbro           |
| Patricia "Patty" Thompson   | Miyuki Sawashiro                 | Narumi Takahira                                   | Joyce Leoni                 |
| Sommo Shinigami             | Ryūsuke Ōbayashi                 | Rikiya Koyama                                     | Oreste Baldini              |
| Franken Stein               | Mitsuru Miyamoto                 | Yūya Uchida                                       | Christian Iansante          |
| Spirit Albarn               | Hiroaki Hirata                   | Tōru Ōkawa                                        | Loris Loddi                 |
| Sid Barett                  | Susumu Akagi                     | Masafumi Kimura                                   | Roberto Draghetti           |
| Blair                       | Yūko Sasamoto                    | Emiri Katō                                        | Monica Ward                 |
| Crona Gorgon                | -                                | Maaya Sakamoto                                    | Gilberta Crispino           |
| Ashura                      | -                                | Toshio Furukawa                                   | Roberto Certomà             |
| Medusa Gorgon               | -                                | Hōko Kuwashima                                    | Laura Lenghi                |
| Ragnarok                    | -                                | Keiji Himeno                                      | Davide Quatraro             |
| Elka Frog                   | -                                | Misato Fukuen                                     | Ilaria Latini               |
| Free                        | -                                | Rintarō Nishi                                     | Emiliano Ragno              |
| Arachne Gorgon              | -                                | Michiko Neya                                      | Laura Boccanera             |
| Mosquito                    | -                                | Takashi Inagaki                                   | Giorgio Lopez               |
| Mifune                      | -                                | Kenjirō Tsuda                                     | Luca Ward                   |
| Angela Leon                 | -                                | Ayaka Saitō                                       |                             |
| Ox Ford                     | -                                | Hiroyuki Yoshino                                  | Omar Vitelli                |
| Harvar D. Éclair            | -                                | Wataru Hatano                                     | Maury Incen                 |
| Kirikou Rung                | -                                | Ken'ichi Suzumura                                 | Simone Veltroni             |
| Kim Diehl                   | -                                | Chiwa Saitō                                       | Maura Cenciarelli           |
| Jacqueline O. Lantern Dupré | -                                | Kanae Oki                                         |                             |
| Hiro                        | -                                | Hiro Shimono                                      | Daniele Raffaeli            |
| Marie Mjolnir               | -                                | Chieko Honda                                      | Elena Gianni                |
| Azusa Yumi                  | -                                | Yukana                                            | Angela Brusa                |
| Justin Law                  | -                                | Yoshinori Fujita                                  | Gabriele Lopez              |
| Mira Nygus                  | -                                | Junko Noda                                        |                             |
| Giriko                      | -                                | Nobutoshi Canna                                   | Stefano Brusa               |
| Excalibur                   | -                                | Takehito Koyasu                                   | Luca Dal Fabbro             |
| Masamune Nakatsukasa        | -                                | Hiroshi Tsuchida (ragazzo) Hiro Shimono (bambino) | Roberto Certomà             |

## Musiche

### Sigle dell'anime per la prima trasmissione
Sigle di apertura:
- Resonance ("Risonanza") di T.M.Revolution (episodi 1-30)
- Papermoon ("Luna di carta Nera") di Tommy Heavenly6 (episodi 31-50)

Sigle di chiusura
- I Wanna Be ("Io voglio essere") degli Stance Punks (episodi 1-13 e 51)
- Style ("Stile") di Kana Nishino (episodi 14-26)
- Bakusō yume uta (爆走夢歌? "Canzone del sogno ruggente") di Diggy-MO' (membro dei SOUL'd OUT) (episodi 27-39)
- Strength ("Forza") degli abingdon boys school (episodi 40-50)

Queste sono le sigle usate anche per la versione italiana.

### Sigle dell'anime inSoul Eater Repeat Show
Sigle di apertura:
- Counter Identity ("Identità contraria") degli Unison Square Garden (episodi 1-12)
- Ai ga hoshii yo (愛がほしいよ? "l'amore è come una stella!") di Shion Tsuji (episodi 13-51)

Sigle di chiusura:
- Ao no kaori (碧の香り? "Profumo azzurro") di Yui Makino (episodi 1-12)
- Northern Lights ("Luci del nord") degli How Merry Marry (episodi 13-51)

### Character song
Il primo maxi singolo con le character song cantate da Chiaki Omigawa (Maka) e Kōki Uchiyama (Soul) è stato pubblicato il 6 agosto 2008 da Aniplex. Il secondo, di Yumiko Kobayashi (Black Star) e Kaori Nazuka (Tsubaki) è stato pubblicato il 3 settembre 2008 ed il terzo, di Mamoru Miyano (Kid), Akeno Watanabe (Liz) e Narumi Takahira (Patty) è stato pubblicato il 1º ottobre 2008.

### Colonne sonore
Aniplex ha pubblicato due colonne sonore ufficiali dell'anime rispettivamente il 27 agosto 2008 e il 18 marzo 2009. Il singolo Resonance di T.M.Revolution contiene, oltre all'omonima prima sigla di apertura dell'anime, anche la sigla del videogioco Soul Eater: Monotone Princess intitolata Soul's Crossing ("Attraversamento dell'anima") ed è stato pubblicato l'11 giugno 2008.

## Drama CD
Un drama CD intitolato Souru Ītā (Vol. 1) Tokubetsu shakaika kengaku (ソウルイーター(Vol.1)特別社会科見学? Soul Eater (Vol. 1): Escursione in campagna degli speciali studi di gruppo) è stato pubblicato da Square Enix il 31 agosto 2005. Al CD erano allegati un artbook ed il copione. Fra gli attori del drama CD, solo Yumiko Kobayashi, voce di Black Star, ha recitato anche come doppiatrice nell'anime.

## Videogiochi
Soul Eater: Monotone Princess (ソウルイーター モノトーン プリンセス?, Souru Ītā Monotōn Purinsesu) è un videogioco di azione e avventura per Wii sviluppato da Square Enix con l'aiuto dello studio Bones pubblicato il 25 settembre 2008 solo in Giappone. Grimoire (グリモア?, Gurimoa) e Ponera (ポネラ?) sono due personaggi giocabili creati dall'autore Atsushi Ōkubo appositamente per il videogioco. Grimoire compare come Noah nel manga. Con il pre-ordine veniva venduto insieme al gioco un CD-colonna sonora intitolato Shibusen hizō "Kōnai hōsō gakkyoku taizen" (死武専秘蔵「校内放送楽曲大全」? letteralmente "La "Raccolta completa dei brani musicali trasmessi con l'altoparlante nella scuola" preziosamente custodita della Shibusen"). Soul Eater - Medusa no inbō (ソウルイーター メデューサの陰謀?, Souru Ītā Medyūsa no inbō, Soul Eater - La cospirazione di Medusa) è un videogioco d'azione per Nintendo DS  pubblicato il 23 ottobre 2008. Soul Eater: Battle Resonance (ソウルイーター バトルレゾナンス?, Souru Ītā Batoru Rezonansu) è un videogioco di lotta per PlayStation 2 e PlayStation Portable pubblicato il 29 gennaio 2009.

## Significati dei nomi
- I nomi dei due personaggi Ox Ford e Harvar D. Éclair sono molto simili ai nomi rispettivamente dell'università inglese di Oxford e all'università statunitense di Harvard.
- Il personaggio del professor Sid Barett è un chiaro riferimento al Syd Barrett cantante e fondatore dei Pink Floyd.
- Il cognome di Maka, Albarn, è un riferimento al Damon Albarn cantante e fondatore dei Gorillaz.
- I nomi delle uova di Kishin, sia nel manga che nell'anime, derivano da persone realmente esistite, leggende metropolitane o personaggi di fantasia. Sono un esempio le uova di Kishin dei primi quattro episodi ovvero Al Capone, Jack lo Squartatore, il ladro Lupin e il monaco Rasputin.
- Jacqueline O. Lantern Duprè deriva da Jack o' Lantern (la lanterna di Halloween).
- Il cognome di Marie Mjolnir riporta al nome del martello posseduto dalla divinità nordica del Tuono Thor, altro riferimento è appunto la trasformazione della donna in martello con poteri elettrici.
- Il nome di Franken Stein fa un chiaro riferimento al celeberrimo scienziato.
- I nomi di Medusa e di sua sorella Arachne sono presi dalla mitologia greca

## Citazioni e riferimenti
- La preview dell'episodio 44 dell'anime è una parodia delle preview degli episodi di Eureka Seven.
- Il personaggio Rodigy, del manga B. Ichi (il primo manga di Atsushi Ōkubo, lo stesso autore di Soul Eater) è più o meno uguale al personaggio di Ox Ford, mentre il personaggio Apple Shinoda assomiglia a Giriko.
- Nel primo volume del manga, dopo la prima sconfitta subita contro la gatta Blair, Maka dice di aver scritto la strategia su un foglio; su tale foglio si può notare la scritta "Maka's Blair Witch Project", chiaro riferimento al film del 1999 The Blair Witch Project.
- In una intervista Ohkubo ha detto che Shinigami è ispirato a Jason Voorhees il serial killer di Venerdì 13.
- Nell'immagine del capitolo 26 del manga si può notare una parodia di Starbucks.

## Accoglienza
Soul Eater è stato il settimo manga più venduto nel 2008, con 3 076 351 copie vendute. Ad ottobre 2012, il manga ha più di 13 milioni di copie in circolazione.  Ad aprile 2018, il manga ha venduto 18,2 milioni di copie in tutto il mondo. A luglio 2019, il manga ha 19,6 milioni di copie in circolazione. A febbraio 2022, il manga ha 20,4 milioni di copie in circolazione.
Cyril Ma di FandomSpot ha classificato il personaggio di Mosquito come il suo quindicesimo maggiordomo preferito del mondo anime.